# Segona divisió espanyola de futbol 2015-2016
La temporada 2015–16 de la Segona Divisió, també coneguda com a Liga Adelante per raons d'esponsorització, fou la 85a edició de la competició des del seu establiment.

## Equips

### Promoció i descens (pretemporada)
La lliga la varen disputar un total de 22 equips, 15 d'ells que venien de la temporada 2014-15, quatre ascendits des de la Segona B 2014-15 i tres de descendits de la Primera divisió 2014–15.
Descendits de la Primera divisió 2014–15
- Elx CF (descens administratiu)
- UD Almería
- Córdoba CF

Ascendits des de la Segona B 2014-15
- Reial Oviedo
- Gimnàstic de Tarragona
- Bilbao Athletic
- SD Huesca

### Estadis i ciutats

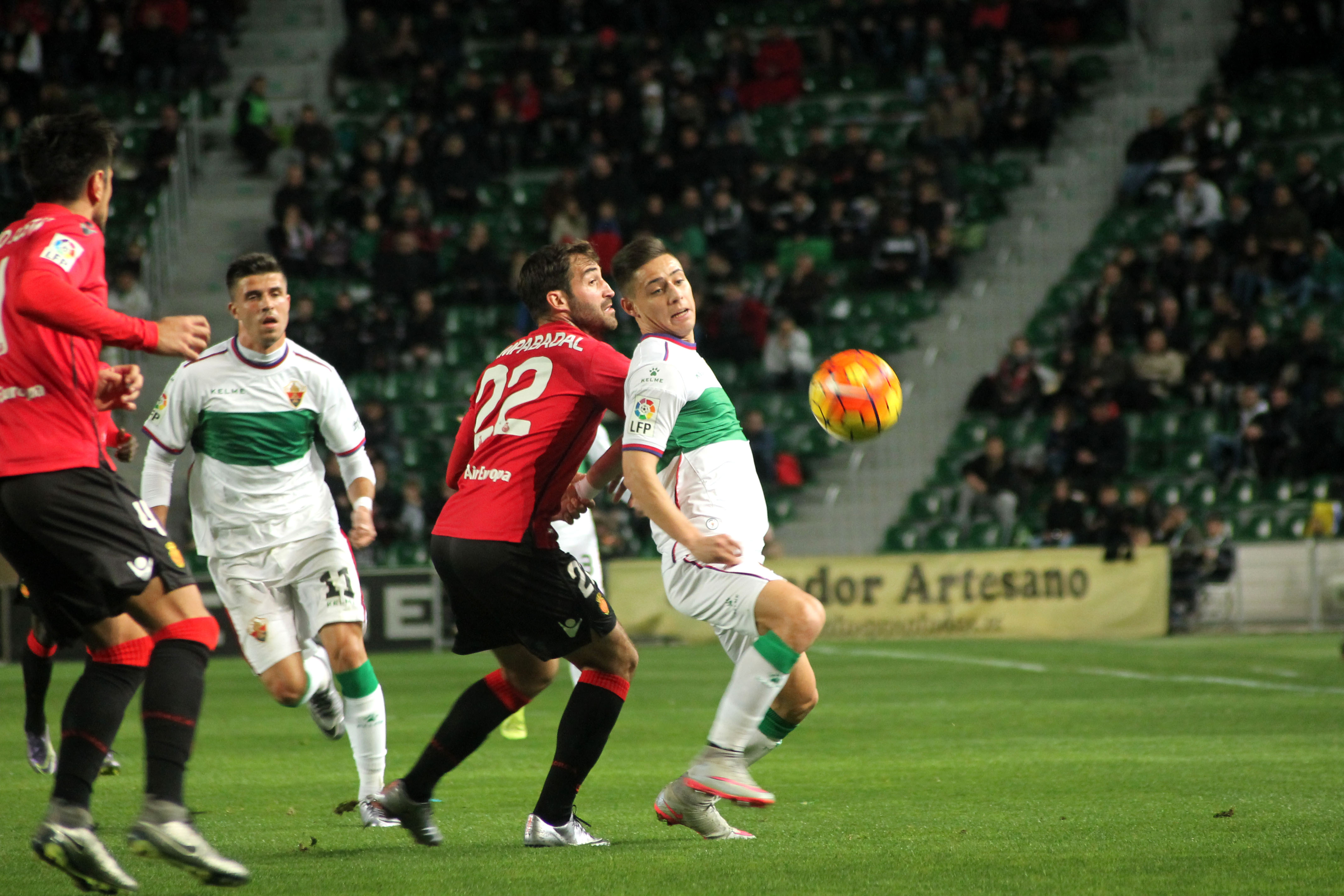
Elx CF
–RCD Mallorca al Martínez Valero

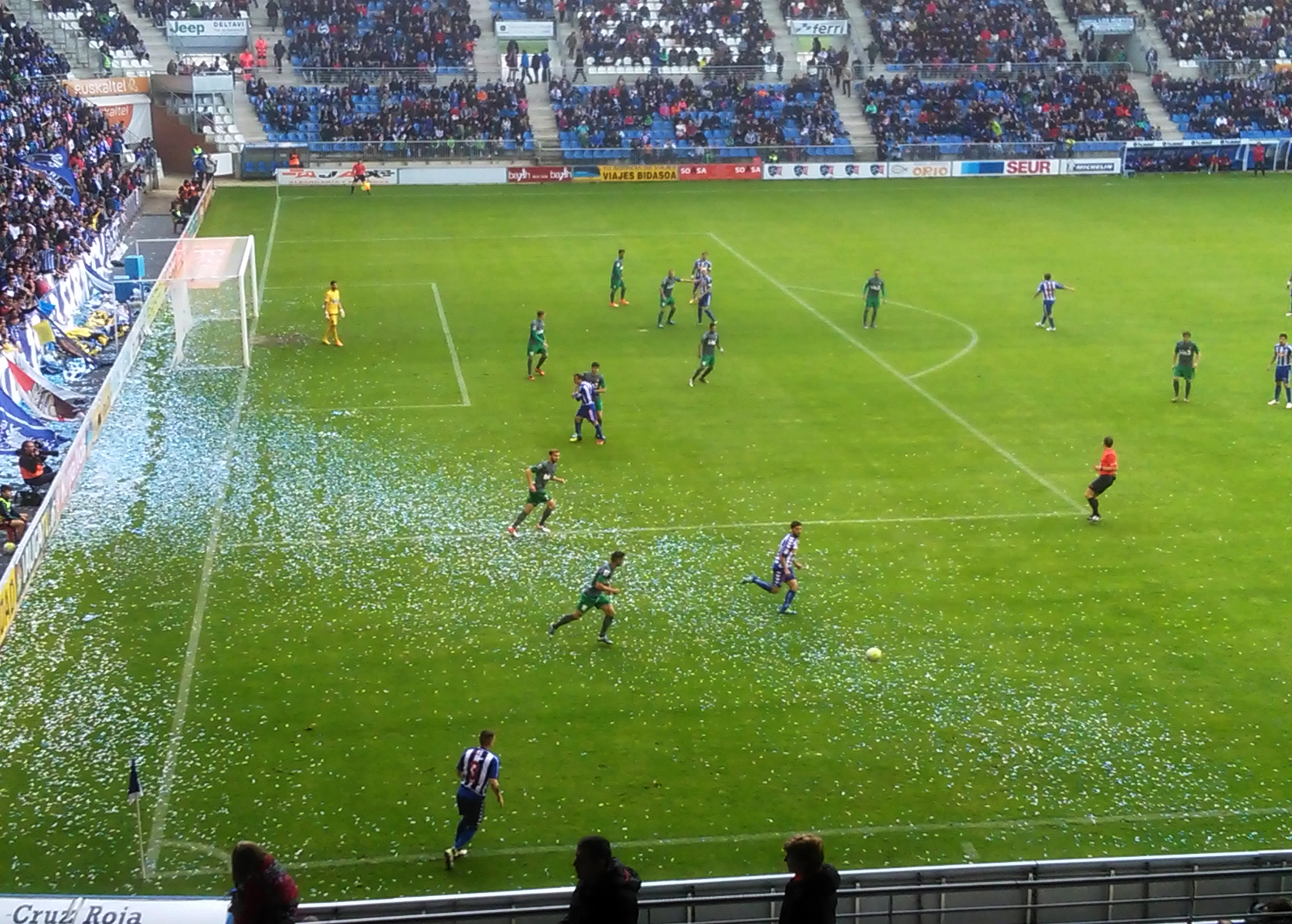
Alavés-SD Ponferradina a Mendizorrotza

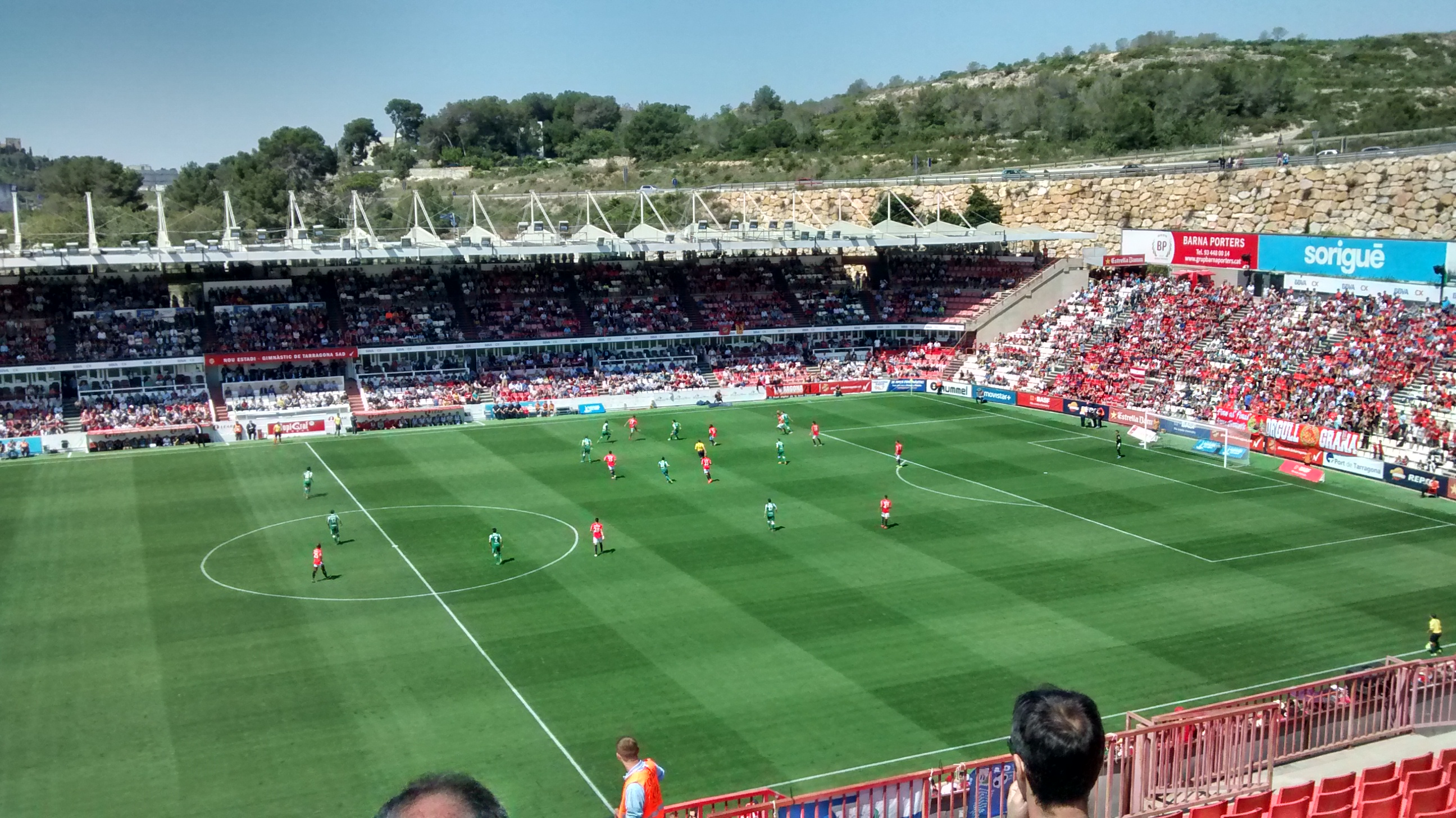
Gimnàstic-CD Leganés al Nou Estadi de Tarragona

| Equip                  | Ciutat                 | Estadi                    | Capacitat |
| ---------------------- | ---------------------- | ------------------------- | --------- |
| Deportivo Alavés       | Vitòria                | Mendizorrotza             | 19,840    |
| Albacete Balompié      | Albacete               | Carlos Belmonte           | 17,300    |
| AD Alcorcón            | Alcorcón               | Santo Domingo             | 6,000     |
| UD Almería             | Almeria                | Juegos Mediterráneos      | 21,350    |
| Bilbao Athletic        | Bilbao                 | San Mamés                 | 53,289    |
| Córdoba CF             | Còrdova                | El Arcángel               | 21,822    |
| Elx CF                 | Elx                    | Martínez Valero           | 36,017    |
| Gimnàstic de Tarragona | Tarragona              | Nou Estadi                | 14,591    |
| Girona FC              | Girona                 | Montilivi                 | 9,286     |
| SD Huesca              | Osca                   | El Alcoraz                | 5,500     |
| CD Leganés             | Leganés                | Butarque                  | 8,138     |
| UE Llagostera          | Llagostera             | Palamós Costa Brava       | 5,824     |
| CD Lugo                | Lugo                   | Anxo Carro                | 7,840     |
| RCD Mallorca           | Palma                  | Iberostar                 | 23,142    |
| CD Mirandés            | Miranda de Ebro        | Anduva                    | 6,900     |
| CD Numancia            | Sòria                  | Los Pajaritos             | 9,025     |
| CA Osasuna             | Pamplona               | El Sadar                  | 18,761    |
| Reial Oviedo           | Oviedo                 | Carlos Tartiere           | 30,500    |
| SD Ponferradina        | Ponferrada             | El Toralín                | 8,800     |
| CD Tenerife            | Santa Cruz de Tenerife | Heliodoro Rodríguez López | 23,000    |
| Reial Valladolid       | Valladolid             | José Zorrilla             | 26,512    |
| Reial Saragossa        | Saragossa              | La Romareda               | 34,596    |

### Personal i patrocinadors
| Equip             | President                     | Entrenador           | Capità              | Fabricant samarreta | Espònsor principal        |
| ----------------- | ----------------------------- | -------------------- | ------------------- | ------------------- | ------------------------- |
| Alavés            | Alfonso Fernández de Trocóniz | José Bordalás        | Manu García         | Hummel              | Euskaltel                 |
| Albacete Balompié | José Miguel Garrido           | César Ferrando       | Miguel Núñez        | Hummel              |                           |
| AD Alcorcón       | Ignacio Legido                | Juan Ramón Muñiz     | Rubén Sanz          | Erreà               | Ecotisa                   |
| UD Almería        | Alfonso García Gabarrón       | Fernando Soriano     | Sebastián Dubarbier | Nike                | Urcisol                   |
| Bilbao Athletic   | Josu Urrutia                  | José Ángel Ziganda   | Óscar Gil           | Nike                |                           |
| Córdoba CF        | Carlos González               | José Luis Oltra      | Xisco               | Acerbis             | RD Impagos                |
| Elx CF            | Junta Gestora                 | Rubén Baraja         | Lolo                | Kelme               | Gioseppo                  |
| Gimnàstic         | Josep María Andreu            | Vicente Moreno       | Xisco Campos        | Hummel              | Sorigué                   |
| Girona FC         | Delfí Geli                    | Pablo Machín         | Richy               | Kappa               | City Lift                 |
| SD Huesca         | Fernando Losfablos            | Juan Antonio Anquela | Juanjo Camacho      | Bemiser             | Supermercados Simply      |
| CD Leganés        | María Victoria Pavón          | Asier Garitano       | Martín Mantovani    | Joma                | Mercedes-Benz Citycar Sur |
| UE Llagostera     | Isabel Tarragó                | Oriol Alsina         | René                | Hummel              |                           |
| CD Lugo           | Tino Saqués                   | José Antonio Durán   | Manu                | Hummel              | Estrella Galicia          |
| RCD Mallorca      | Robert Sarver                 | Fernando Vázquez     | Javi Ros            | Macron              | Syntelia                  |
| CD Mirandés       | Alfredo de Miguel             | Carlos Terrazas      | Álvaro Corral       | Adidas              | Vivir Miranda             |
| CD Numancia       | Francisco Rubio               | Jagoba Arrasate      | Javier del Pino     | Erreà               | Soria Natural             |
| CA Osasuna        | Luis Sabalza                  | Enrique Martín       | Miguel Flaño        | Adidas              | Lacturale                 |
| Reial Oviedo      | Jorge Menéndez                | David Generelo       | Diego Cervero       | Hummel              | GAM                       |
| SD Ponferradina   | José Fernández Nieto          | Rubén Vega           | Alan Baró           | Adidas              | Bio3                      |
| CD Tenerife       | Miguel Concepción             | José Luis Martí      | Suso                | Hummel              | Tenerife                  |
| Reial Valladolid  | Carlos Suárez                 | Alberto López        | Álvaro Rubio        | Hummel              | Cuatro Rayas              |
| Reial Saragossa   | Christian Lapetra             | Lluís Carreras       | Jesús Vallejo       | Mercury             | Caravan Fragancias        |

### Canvis d'entrenador
| Equip             | Entrenador sortint    | Forma de sortida | Data de sortida  | Classificació de l'equip | Substituït per        | Data de nomenament |
| ----------------- | --------------------- | ---------------- | ---------------- | ------------------------ | --------------------- | ------------------ |
| AD Alcorcón       | José Bordalás         | Fi de contracte  | 30 juny 2015     | Pretemporada             | Juan Muñiz            | 9 juny 2015        |
| CD Lugo           | Quique Setién         | Fi de contracte  | 30 juny 2015     | Pretemporada             | Luis Milla            | 18 juny 2015       |
| Córdoba CF        | José Antonio Romero   | Fi de contracte  | 10 juny 2015     | Pretemporada             | José Luis Oltra       | 10 juny 2015       |
| Alavés            | Alberto López         | Fi de contracte  | 11 juny 2015     | Pretemporada             | José Bordalás         | 11 juny 2015       |
| CD Numancia       | Juan Antonio Anquela  | Fi de contracte  | 12 juny 2015     | Pretemporada             | Jagoba Arrasate       | 12 juny 2015       |
| Elx CF            | Fran Escribá          | Dimitit          | 26 juny 2015     | Pretemporada             | Rubén Baraja          | 12 juliol 2015     |
| Reial Valladolid  | Rubi                  | Cessat           | 6 juliol 2015    | Pretemporada             | Gaizka Garitano       | 6 juliol 2015      |
| UD Almería        | Sergi Barjuan         | Cessat           | 3 octubre 2015   | 16è                      | Joan Carrillo         | 19 octubre 2015    |
| Reial Valladolid  | Gaizka Garitano       | Cessat           | 21 octubre 2015  | 20è                      | Miguel Ángel Portugal | 21 octubre 2015    |
| CD Tenerife       | Raül Agné             | Cessat           | 3 novembre 2015  | 19è                      | José Luis Martí       | 4 novembre 2015    |
| SD Huesca         | Luis Tevenet          | Cessat           | 29 novembre 2015 | 18è                      | Juan Antonio Anquela  | 30 novembre 2015   |
| RCD Mallorca      | Albert Ferrer         | Cessat           | 30 novembre 2015 | 20è                      | Pepe Gálvez           | 2 desembre 2015    |
| Reial Saragossa   | Ranko Popović         | Cessat           | 20 desembre 2015 | 8è                       | Lluís Carreras        | 27 desembre 2015   |
| UD Almería        | Joan Carrillo         | Cessat           | 20 desembre 2015 | 22è                      | Néstor Gorosito       | 23 desembre 2015   |
| RCD Mallorca      | Pepe Gálvez           | Cessat           | 18 gener 2016    | 19è                      | Fernando Vázquez      | 18 gener 2016      |
| SD Ponferradina   | José Manuel Díaz      | Cessat           | 31 gener 2016    | 17è                      | Fabri                 | 17 febrer 2016     |
| CD Lugo           | Luis Milla            | Dimitit          | 24 febrer 2016   | 12è                      | José Antonio Durán    | 25 febrer 2016     |
| Albacete Balompié | Luis César Sampedro   | Cessat           | 12 març 2016     | 20è                      | César Ferrando        | 13 març 2016       |
| Reial Oviedo      | Sergio Egea           | Dimitit          | 14 març 2016     | 3r                       | David Generelo        | 14 març 2016       |
| Reial Valladolid  | Miguel Ángel Portugal | Cessat           | 24 abril 2016    | 15è                      | Alberto López         | 26 abril 2016      |
| SD Ponferradina   | Fabri                 | Cessat           | 26 abril 2016    | 19è                      | Rubén Vega            | 27 abril 2016      |
| UD Almería        | Néstor Gorosito       | Cessat           | 16 maig 2016     | 19è                      | Fernando Soriano      | 17 maig 2016       |

### Evolució de la classificació
| Equip / Jornada   | 1                            | 2  | 3  | 4  | 5  | 6  | 7  | 8  | 9  | 10 | 11 | 12 | 13 | 14 | 15 | 16 | 17 | 18 | 19 | 20 | 21 | 22 | 23 | 24 | 25 | 26 | 27 | 28 | 29 | 30 | 31 | 32 | 33 | 34 | 35 | 36 | 37 | 38 | 39 | 40 | 41 | 42 |   |
| ----------------- | ---------------------------- | -- | -- | -- | -- | -- | -- | -- | -- | -- | -- | -- | -- | -- | -- | -- | -- | -- | -- | -- | -- | -- | -- | -- | -- | -- | -- | -- | -- | -- | -- | -- | -- | -- | -- | -- | -- | -- | -- | -- | -- | -- | - |
| Equip / Jornada   | Alavés                       | 5  | 2  | 7  | 10 | 7  | 7  | 7  | 4  | 8  | 5  | 5  | 11 | 5  | 3  | 3  | 2  | 2  | 1  | 1  | 1  | 1  | 1  | 1  | 1  | 1  | 1  | 2  | 2  | 2  | 2  | 2  | 1  | 2  | 2  | 2  | 2  | 2  | 2  | 1  | 1  | 1  | 1 |
| CD Leganés        | 16                           | 7  | 10 | 16 | 17 | 15 | 11 | 12 | 13 | 13 | 15 | 15 | 12 | 13 | 11 | 10 | 6  | 7  | 8  | 6  | 5  | 4  | 2  | 2  | 2  | 2  | 1  | 1  | 1  | 1  | 1  | 2  | 1  | 1  | 1  | 1  | 1  | 1  | 2  | 2  | 2  | 2  |   |
| Gimnàstic         | 10                           | 4  | 2  | 6  | 3  | 3  | 5  | 9  | 5  | 6  | 9  | 4  | 9  | 6  | 4  | 5  | 7  | 5  | 6  | 7  | 7  | 6  | 6  | 7  | 4  | 5  | 4  | 5  | 7  | 3  | 3  | 3  | 4  | 4  | 4  | 3  | 3  | 3  | 3  | 3  | 3  | 3  |   |
| Girona FC         | 8                            | 11 | 15 | 17 | 10 | 12 | 17 | 17 | 16 | 18 | 14 | 16 | 18 | 14 | 15 | 16 | 18 | 17 | 15 | 17 | 16 | 14 | 13 | 13 | 14 | 14 | 12 | 9  | 12 | 12 | 11 | 11 | 12 | 10 | 8  | 7  | 7  | 8  | 6  | 8  | 6  | 4  |   |
| Córdoba CF        | 7                            | 13 | 17 | 12 | 8  | 8  | 4  | 2  | 2  | 2  | 1  | 1  | 2  | 2  | 1  | 1  | 1  | 2  | 2  | 2  | 2  | 2  | 3  | 3  | 5  | 4  | 6  | 4  | 5  | 4  | 6  | 5  | 9  | 8  | 9  | 10 | 8  | 10 | 9  | 7  | 5  | 5  |   |
| CA Osasuna        | 3                            | 3  | 5  | 2  | 1  | 1  | 1  | 1  | 1  | 1  | 2  | 3  | 1  | 1  | 2  | 4  | 5  | 4  | 5  | 5  | 4  | 3  | 5  | 5  | 7  | 8  | 5  | 6  | 4  | 7  | 5  | 7  | 7  | 9  | 6  | 6  | 5  | 6  | 4  | 4  | 7  | 6  |   |
| AD Alcorcón       | 2                            | 12 | 4  | 1  | 5  | 5  | 3  | 5  | 9  | 3  | 6  | 9  | 13 | 10 | 6  | 9  | 10 | 6  | 4  | 4  | 6  | 7  | 9  | 9  | 10 | 7  | 8  | 8  | 9  | 8  | 9  | 6  | 6  | 6  | 10 | 9  | 9  | 9  | 8  | 5  | 8  | 7  |   |
| Reial Saragossa   | 14                           | 5  | 8  | 14 | 18 | 17 | 13 | 7  | 3  | 4  | 3  | 2  | 4  | 9  | 5  | 3  | 4  | 8  | 9  | 10 | 8  | 12 | 12 | 10 | 9  | 10 | 7  | 7  | 6  | 5  | 7  | 9  | 5  | 5  | 3  | 5  | 4  | 4  | 5  | 6  | 4  | 8  |   |
| Reial Oviedo      | 12                           | 18 | 11 | 5  | 9  | 11 | 12 | 6  | 4  | 8  | 8  | 13 | 8  | 5  | 8  | 7  | 3  | 3  | 3  | 3  | 3  | 5  | 4  | 4  | 3  | 3  | 3  | 3  | 3  | 6  | 4  | 4  | 3  | 3  | 5  | 4  | 6  | 5  | 7  | 9  | 9  | 9  |   |
| CD Numancia       | 1                            | 1  | 1  | 3  | 4  | 4  | 2  | 3  | 6  | 7  | 11 | 7  | 11 | 11 | 12 | 12 | 14 | 15 | 13 | 15 | 14 | 15 | 14 | 14 | 13 | 13 | 15 | 15 | 15 | 15 | 15 | 15 | 15 | 15 | 14 | 13 | 14 | 11 | 14 | 11 | 12 | 10 |   |
| Elx CF            | style="background:#fbb;"\|19 | 14 | 12 | 7  | 2  | 2  | 6  | 10 | 7  | 9  | 13 | 8  | 10 | 12 | 14 | 13 | 12 | 10 | 11 | 11 | 10 | 8  | 7  | 8  | 8  | 9  | 10 | 11 | 8  | 10 | 10 | 8  | 8  | 7  | 7  | 8  | 10 | 7  | 10 | 10 | 10 | 11 |   |
| SD Huesca         | 15                           | 17 | 19 | 20 | 21 | 18 | 19 | 13 | 14 | 15 | 12 | 14 | 16 | 18 | 18 | 19 | 17 | 16 | 17 | 18 | 18 | 19 | 18 | 17 | 17 | 17 | 17 | 17 | 16 | 18 | 18 | 18 | 18 | 19 | 17 | 16 | 16 | 16 | 16 | 16 | 15 | 12 |   |
| CD Tenerife       | 22                           | 22 | 22 | 22 | 19 | 14 | 16 | 16 | 18 | 19 | 19 | 19 | 17 | 15 | 16 | 14 | 13 | 14 | 16 | 14 | 13 | 13 | 15 | 15 | 15 | 15 | 13 | 14 | 14 | 14 | 14 | 13 | 13 | 11 | 12 | 12 | 11 | 13 | 12 | 12 | 11 | 13 |   |
| CD Lugo           | 11                           | 6  | 9  | 4  | 6  | 6  | 8  | 14 | 11 | 12 | 10 | 5  | 6  | 8  | 9  | 11 | 8  | 9  | 10 | 8  | 9  | 10 | 10 | 12 | 12 | 12 | 14 | 12 | 10 | 11 | 8  | 10 | 11 | 13 | 11 | 11 | 13 | 14 | 11 | 13 | 13 | 14 |   |
| CD Mirandés       | 13                           | 19 | 20 | 13 | 13 | 19 | 15 | 8  | 10 | 11 | 7  | 10 | 3  | 7  | 10 | 8  | 11 | 11 | 7  | 9  | 11 | 9  | 8  | 6  | 6  | 6  | 9  | 10 | 13 | 13 | 12 | 14 | 10 | 12 | 13 | 14 | 12 | 12 | 13 | 14 | 14 | 15 |   |
| Reial Valladolid  | 18                           | 9  | 16 | 11 | 11 | 13 | 14 | 18 | 19 | 16 | 17 | 17 | 14 | 16 | 17 | 17 | 15 | 13 | 14 | 13 | 12 | 11 | 11 | 11 | 11 | 11 | 11 | 13 | 11 | 9  | 13 | 12 | 14 | 14 | 15 | 15 | 15 | 15 | 15 | 15 | 16 | 16 |   |
| RCD Mallorca      | 21                           | 15 | 18 | 18 | 20 | 22 | 22 | 19 | 20 | 17 | 18 | 18 | 19 | 19 | 20 | 18 | 19 | 19 | 19 | 19 | 19 | 18 | 16 | 18 | 18 | 18 | 18 | 18 | 19 | 17 | 16 | 16 | 16 | 16 | 18 | 17 | 17 | 17 | 17 | 17 | 19 | 17 |   |
| UD Almería        | 6                            | 10 | 6  | 9  | 16 | 20 | 20 | 20 | 21 | 22 | 22 | 21 | 22 | 22 | 22 | 21 | 22 | 22 | 20 | 20 | 20 | 20 | 20 | 20 | 20 | 20 | 20 | 19 | 18 | 19 | 19 | 19 | 19 | 18 | 16 | 18 | 18 | 19 | 18 | 19 | 17 | 18 |   |
| SD Ponferradina   | 4                            | 8  | 3  | 8  | 12 | 9  | 9  | 11 | 12 | 10 | 4  | 6  | 7  | 4  | 7  | 6  | 9  | 12 | 12 | 12 | 15 | 16 | 17 | 16 | 16 | 16 | 16 | 16 | 17 | 16 | 17 | 17 | 17 | 17 | 19 | 19 | 19 | 18 | 19 | 18 | 18 | 19 |   |
| UE Llagostera     | 20                           | 21 | 14 | 21 | 22 | 21 | 18 | 21 | 15 | 20 | 20 | 22 | 20 | 21 | 19 | 20 | 20 | 20 | 21 | 21 | 21 | 21 | 21 | 22 | 21 | 21 | 22 | 21 | 21 | 21 | 21 | 21 | 21 | 20 | 20 | 20 | 20 | 20 | 20 | 20 | 20 | 20 |   |
| Albacete Balompié | 9                            | 16 | 21 | 15 | 15 | 10 | 10 | 15 | 17 | 14 | 16 | 12 | 15 | 17 | 13 | 15 | 16 | 18 | 18 | 16 | 17 | 17 | 19 | 19 | 19 | 19 | 19 | 20 | 20 | 20 | 20 | 20 | 20 | 21 | 21 | 21 | 21 | 21 | 21 | 21 | 21 | 21 |   |
| Bilbao Ath        | 17                           | 20 | 13 | 19 | 14 | 16 | 21 | 22 | 22 | 21 | 21 | 20 | 21 | 20 | 21 | 22 | 21 | 21 | 22 | 22 | 22 | 22 | 22 | 21 | 22 | 22 | 21 | 22 | 22 | 22 | 22 | 22 | 22 | 22 | 22 | 22 | 22 | 22 | 22 | 22 | 22 | 22 |   |

## Play-off de promoció
Els equips situats entre la 3a i la 6a posició (excepte els equips filials) participen als play-off de la promoció. La primera fase de les semifinals es disputa el 8 de juny i la segona, el 12 de juny, a casa del millor equip posicionat. La final també és a doble partit, amb l'anada el 15 de juny i la tornada el 19 de juny, i l'equip amb la millor posició també jugarà el segon partit a casa.
|  | Semifinals | Semifinals | Semifinals | Semifinals | Semifinals |   |   | Final     | Final | Final | Final | Final |
|  |            |            |            |            |            |   |   |           |       |       |       |       |
|  | 5          | Córdoba CF | 2          | 1          | 3          |   |   |           |       |       |       |       |
|  | 4          | Girona FC  | 1          | 3          | 4          |   |   |           |       |       |       |       |
|  |            |            |            |            |            |   | 4 | Girona FC | 1     | 0     | 1     |       |
|  |            | 6          | CA Osasuna | 2          | 1          | 3 |   |           |       |       |       |       |
|  | 6          | CA Osasuna | 3          | 3          | 6          |   |   |           |       |       |       |       |
|  | 3          | Gimnàstic  | 1          | 2          | 3          |   |   |           |       |       |       |       |

## Estadístiques de la temporada
| Posició | Jugador               | Club             | Gols |
| ------- | --------------------- | ---------------- | ---- |
| 1       | Sergio León           | Elx CF           | 22   |
| 2       | Florin Andone         | Córdoba CF       | 21   |
| 3       | David Rodríguez       | AD Alcorcón      | 19   |
| 4       | Toché                 | Reial Oviedo     | 17   |
| 5       | José Naranjo          | Gimnàstic        | 15   |
| 5       | Quique                | UD Almería       | 15   |
| 5       | Juan Villar           | Reial Valladolid | 15   |
| 8       | Nano                  | CD Tenerife      | 14   |
| 9       | Álex Alegría          | CD Numancia      | 12   |
| 9       | Pablo Caballero       | CD Lugo          | 12   |
| 9       | Alexander Szymanowski | CD Leganés       | 12   |
| 9       | Roberto Torres        | CA Osasuna       | 12   |

| Classificació | Nom                | Club        | Gols encaixats | Partits | Coeficient |
| ------------- | ------------------ | ----------- | -------------- | ------- | ---------- |
| 1             | Isaac Becerra      | Girona FC   | 29             | 41      | 0.71       |
| 2             | Jon Ander Serantes | CD Leganés  | 34             | 41      | 0.83       |
| 3             | Fernando Pacheco   | Alavés      | 34             | 40      | 0.85       |
| 4             | Javi Jiménez       | Elx CF      | 36             | 39      | 0.92       |
| 5             | Marko Dmitrović    | AD Alcorcón | 34             | 36      | 0.94       |

## Premis
| Mes      | Entrenador del mes | Entrenador del mes | Jugador del mes       | Jugador del mes | Referència    |
| Mes      | Entrenador         | Club               | Jugador               | Club            | Referència    |
| -------- | ------------------ | ------------------ | --------------------- | --------------- | ------------- |
| Setembre | Enrique Martín     | Osasuna            | Sergio León           | Elche           | [ 36 ] [ 37 ] |
| Octubre  | Ranko Popović      | Zaragoza           | Florin Andone         | Córdoba         | [ 38 ] [ 39 ] |
| Novembre | Vicente Moreno     | Gimnàstic          | Óscar Plano           | Alcorcón        | [ 40 ] [ 41 ] |
| Desembre | Sergio Egea        | Oviedo             | Juan Villar           | Valladolid      | [ 42 ] [ 43 ] |
| Gener    | Asier Garitano     | Leganés            | Alexander Szymanowski | Leganés         | [ 44 ] [ 45 ] |
| Febrer   | Lluís Carreras     | Zaragoza           | José Naranjo          | Gimnàstic       | [ 46 ] [ 47 ] |
| Març     | José Antonio Durán | Lugo               | Achille Emaná         | Gimnàstic       | [ 48 ] [ 49 ] |
| Abril    | Pablo Machín       | Girona             | Isaac Becerra         | Girona          | [ 50 ] [ 51 ] |
| Maig     | José Bordalás      | Alavés             | Manu García           | Alavés          | [ 52 ] [ 53 ] |
| Juny     | Enrique Martín     | Osasuna            | Mikel Merino          | Osasuna         | [ 54 ] [ 55 ] |